# Saint-Laurent-de-la-Salle
Saint-Laurent-de-la-Salle és un municipi francès situat al departament de Vendée i a la regió de País del Loira. L'any 2007 tenia 371 habitants.

## Demografia

### Població
El 2007 la població de fet de Saint-Laurent-de-la-Salle era de 371 persones. Hi havia 156 famílies de les quals 36 eren unipersonals (8 homes vivint sols i 28 dones vivint soles), 72 parelles sense fills, 44 parelles amb fills i 4 famílies monoparentals amb fills.
La població ha evolucionat segons el següent gràfic:
Habitants censats

### Habitatges
El 2007 hi havia 203 habitatges, 157 eren l'habitatge principal de la família, 35 eren segones residències i 11 estaven desocupats. 198 eren cases i 4 eren apartaments. Dels 157 habitatges principals, 120 estaven ocupats pels seus propietaris, 33 estaven llogats i ocupats pels llogaters i 4 estaven cedits a títol gratuït; 2 tenien una cambra, 14 en tenien dues, 25 en tenien tres, 32 en tenien quatre i 84 en tenien cinc o més. 145 habitatges disposaven pel capbaix d'una plaça de pàrquing. A 72 habitatges hi havia un automòbil i a 71 n'hi havia dos o més.

### Piràmide de població
La piràmide de població per edats i sexe el 2009 era:
| Homes | Edats   | Dones |
| ----- | ------- | ----- |
| 0     | 95 o +  | 0     |
| 4     | 90 a 94 | 4     |
| 4     | 85 a 89 | 8     |
| 4     | 80 a 84 | 4     |
| 8     | 75 a 79 | 4     |
| 4     | 70 a 74 | 8     |
| 24    | 65 a 69 | 8     |
| 12    | 60 a 64 | 28    |
| 8     | 55 a 59 | 12    |
| 12    | 50 a 54 | 16    |
| 0     | 45 a 49 | 8     |
| 12    | 40 a 44 | 4     |
| 12    | 35 a 39 | 8     |
| 12    | 30 a 34 | 12    |
| 16    | 25 a 29 | 4     |
| 0     | 20 a 24 | 4     |
| 4     | 15 a 19 | 12    |
| 20    | 10 a 14 | 16    |
| 4     | 5 a 9   | 12    |
| 8     | 0 a 4   | 12    |

## Economia
El 2007 la població en edat de treballar era de 213 persones, 150 eren actives i 63 eren inactives. De les 150 persones actives 137 estaven ocupades (77 homes i 60 dones) i 13 estaven aturades (5 homes i 8 dones). De les 63 persones inactives 27 estaven jubilades, 15 estaven estudiant i 21 estaven classificades com a «altres inactius».

### Ingressos
El 2009 a Saint-Laurent-de-la-Salle hi havia 156 unitats fiscals que integraven 361 persones, la mediana anual d'ingressos fiscals per persona era de 13.080 €.

### Activitats econòmiques
Dels 6 establiments que hi havia el 2007, 1 era d'una empresa alimentària, 1 d'una empresa de fabricació d'altres productes industrials, 2 d'empreses de construcció, 1 d'una empresa de comerç i reparació d'automòbils i 1 d'una empresa de serveis.
Dels 3 establiments de servei als particulars que hi havia el 2009, 1 era un taller de reparació d'automòbils i de material agrícola i 2 paletes.
L'any 2000 a Saint-Laurent-de-la-Salle hi havia 21 explotacions agrícoles que ocupaven un total de 1.040 hectàrees.

## Poblacions més properes
El següent diagrama mostra les poblacions més properes.